# Empyreuma haitensis
Empyreuma haitensis là một loài bướm đêm thuộc phân họ Arctiinae, họ Erebidae.